# Gåsebryst
Gåsebryst er en klassisk dansk flødekage af lagkagebund eller butterdejsbund, som fyldes med flødeskum og konditorcreme og ofte med frugtmos eller syltetøj. Kagen dækkes af tyndt udrullet marcipan med lidt flormelis eller chokolade. Kagen stammer fra Vestsjælland og blev til i begyndelsen af 1900-tallet. Marcipanen ligner gåsens bryst, derfor kaldes den “gåsebryst"